# Licoma Pampa
Licoma Pampa è un comune (municipio in spagnolo) della Bolivia nella provincia di Inquisivi (dipartimento di La Paz) con 3.145 abitanti (dato 2010).

## Cantoni
Il comune è suddiviso in 2 cantoni (popolazione 2001):
- Charapaxi - 606 abitanti
- Licoma Pampa - 2.133 abitanti